# چاودار یانکوف
چاودار یانکوف (بلغاری: Чавдар Янков؛ زادهٔ ۲۹ مارس ۱۹۸۴) یک بازیکن فوتبال اهل بلغارستان است.
از باشگاه‌هایی که در آن بازی کرده‌است می‌توان به روستوف، متالورگ دونتسک، باشگاه فوتبال ام‌اس‌وی دویسبورگ و هانوفر ۹۶ اشاره کرد.
وی همچنین در تیم ملی فوتبال بلغارستان بازی کرده است.